# Yamanaka Takeharu
Yamanaka Takeharu (山中 竹春 sinh ngày 27 tháng 9 năm 1972) là chính khách người Nhật Bản. Hiện tại, ông đang giữ chức vụ làm thị trưởng Yokohama kể từ ngày 30 tháng 8 năm 2021.